# Лохид (остров)
Лохид (англ. Lougheed Island) — остров Канадского Арктического архипелага. Относится к Островам Королевы Елизаветы и к группе островов Свердруп. В настоящее время остров необитаем (2012).

## География

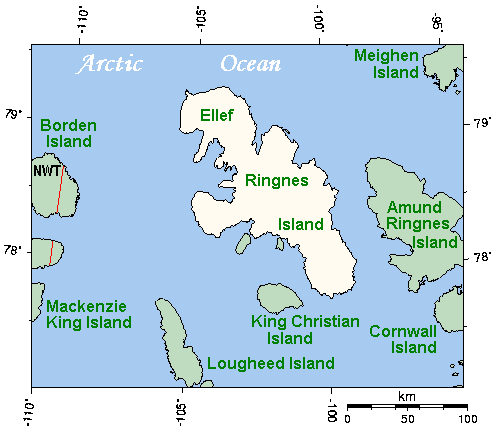
Острова Эллеф-Рингнес, Кинг-Кристиан и Локхид (в нижней части карты)

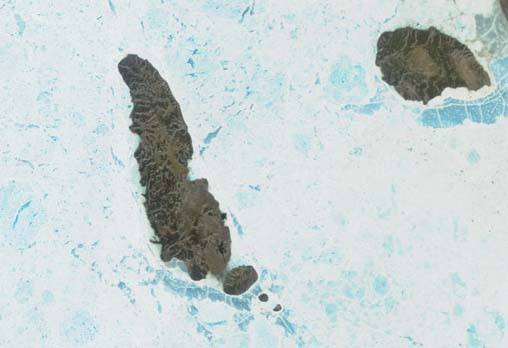
Острова Лохид (слева) и Кинг-Кристиан (справа). Аэрокосмический снимок NASA

Остров расположен в юго-западной части Островов Королевы Елизаветы в центре моря Принс-Густав-Адольф, лежащего между крупными островами Эллеф-Рингнес, Батерст, Мелвилл, Маккензи-Кинг. Остров Эллеф-Рингнес расположен в 68 км к северо-востоку от острова Лохид (через пролив Маклейн), остров Камерон, входящий в прибрежную группу острова Батерст — в 51 км к югу (через пролив Десбаратс (Desbarats Strait)), остров Мелвилл — в 94 км к юго-западу, остров Маккензи-Кинг — в 95 км к северо-востоку (через пролив Хейзен) и остров Кинг-Кристиан — в 67 км к северо-востоку.
Площадь острова составляет 1308 км². Длина береговой линии 246 км. Остров имеет вытянутую форму, его длина равна 82 км, максимальная ширина — 28 км (в южной части). Рельеф острова в основном низкий и повышается от низменной береговой полосы к холмистой равнине с высотами от 60 до 110 метров во внутренней части острова.
Остров Локхид является наиболее крупным в вытянутой в линию группе из пяти островов, известной как острова Финдли (Findlay Group). В состав группы входят: остров Паттерсон (самый южный в цепи островов), остров Гросвенор, остров Эдмунд-Уокер (наибольший в группе после острова Лохид) и остров Стапарт (самый близкий к острову Лохид).

## История
Название группе островов дал в 1853 году Джордж Генри Ричардс в честь английского картографа Д. Г. Финдли. Сам остров был назван Вильялмуром Стефансоном в 1916 году во время Канадской арктической экспедиции 1913-1916 годов. Стефансон провёл несколько месяцев на острове и даже обнаружил там выходящее на поверхность месторождение угля.
В 1994 году Лэрри Ньюитт из Геологоразведки Канады и Чарльз Бартон из Австралийской Организации Геологоразведки основали на острове, вблизи к предсказанной позиции Северного Магнитного Полюса, временную магнитную обсерваторию для контроля краткосрочных колебаний магнитного поля Земли